# Konferencije o kvaliteti
U Hrvatskoj se svake godine organiziraju dvije konferencije o kvaliteti. To su Hrvatska konferencija o kvaliteti i znanstveni skup  čiji je organizator Hrvatsko društvo za kvalitetu i Međunarodni simpozij o kvaliteti čiji je organizator Hrvatsko društvo menadžera kvalitete.

### Hrvatska konferencija o kvaliteti i znanstveni skup
Tematska područja:
- Društvena odgovornost
- Integrirani sustavi upravljanja
- Kvalitetna i učinkovita javna uprava
- Iskustva u korištenju EU fondova za kvalitetniji život građana
- Kvaliteta u sustavu obrazovanja i kvalitetno obrazovanje
- Kvaliteta u zdravstvu
- Kvaliteta u turizmu
- Infrastruktura za kvalitetu u Hrvatskoj i svijetu
- Uloga medija u promicanju kvalitete
- Razvoj novih proizvoda i procesa
- Komunikacija unutar i izvan organizacije
- Energetska učinkovitost
- Zaštita okoliša
- Održivi razvoj, upravljanje rizicima
- Razvoj ljudskih potencijala, motivacija
- Sigurnost i kvaliteta proizvoda i usluga na tržištu

### Međunarodni simpozij o kvaliteti
Tematska područja:
- Kvaliteta, rast i razvoj
- Kvaliteta i društvena odgovornost
- Kvaliteta i konkurentnost
- Procesno i projektno upravljanje u teoriji i praksi
- Kvaliteta u kontekstu članstva u EU
- Procesno upravljanje okolišem
- Procesno upravljanje rizicima
- Upravljanje održivim uspjehom
- Kvaliteta u javnom sektoru
- Kvaliteta u proizvodnji i građevinarstvu
- Kvaliteta u medijima
- Kvaliteta u zdravstvu i turizmu
- Kvaliteta u politici
- Kvaliteta u obrazovanju i športu
- Kvaliteta u ovlaštenim organizacijama
- Kvaliteta i prometni sustavi
- Kvaliteta kao znanost
- Integrirani sustavi upravljanja

## Vanjske poveznice
- Hrvatsko društvo za kvalitetu  Arhivirana inačica izvorne stranice od 29. studenoga 2014. (Wayback Machine)
- Hrvatsko društvo menadžera kvalitete
- Portal o kvaliteti